# Amazon Lumberyard
Amazon Lumberyard era un motor de videojuegos AAA multiplataforma gratuito totalmente integrado con AWS (Amazon Web Services) y Twitch que proporcionaba el código fuente completo. Está basado en CryEngine, cuya licencia fue otorgada por Crytek en 2015. El motor se integraba con Amazon Web Services para permitir a los desarrolladores construir o alojar sus juegos en los servidores de Amazon, así como para soportar la transmisión en vivo a través de Twitch. Además, el motor incluía Twitch ChatPlay, lo que permitía a los espectadores del stream de Twitch influir en el juego a través del chat asociado. El código fuente estaba disponible para los usuarios finales con limitaciones: los usuarios no podían liberar públicamente el código fuente del motor Lumberyard como propio ni utilizarlo para lanzar su propio motor de juego. Lumberyard se lanzó el 9 de febrero de 2016 junto con GameLift, un servicio gestionado de pago para desplegar y alojar juegos multijugador, con la intención de permitir a los desarrolladores el fácil desarrollo de juegos que atraigan a "grandes y vibrantes comunidades de fans". En marzo de 2018 el software se lanzó en estado beta y se podía utilizar para construir juegos para Microsoft Windows, PlayStation 4 y Xbox One. Además, disponía de soporte limitado para iOS y Android. El soporte para Linux y Mac se planteaba para futuras versiones. La integración de la realidad virtual se agregó en la Beta 1.3, lo que permitía a los desarrolladores construir juegos compatibles con dispositivos como Oculus Rift y HTC Vive.
El 16 de agosto de 2017 el código fuente del motor se publicó a través de un acuerdo en GitHub. Sigue estando bajo una licencia propietaria.
El 6 de julio de 2021 Amazon anunció un acuerdo con la Fundación Linux para formar el Open 3D Foundation. El acuerdo comprende principalmente el lanzamiento de una nueva versión de Lumberyard renombrada como O3DE (Open 3D Engine). Este software se publicaría bajo la licencia de código abierto Apache-2.0.

## Videojuegos desarrollados con Lumberyard
| Título              | Lanzamiento     | Desarrollador         | Plataformas             | Géneros          |
| ------------------- | --------------- | --------------------- | ----------------------- | ---------------- |
| Crucible            | Cancelado       | Amazon Game Studios   | Microsoft Windows       | Shooter, Multi   |
| Breakaway           | Cancelado       | Amazon Game Studios   | Microsoft Windows       | MOBA             |
| Coffence            | Octubre 2018    | Sweet Bandits Studios | Microsoft Windows       | Lucha            |
| The Grand Tour Game | Enero 2019      | Amazon Game Studios   | PlayStation 4, Xbox One | Carreras         |
| New World           | Septiembre 2021 | Amazon Game Studios   | Microsoft Windows       | MMO              |
| Deadhaus Sonata     | TBA             | Apocalypse Studios    | TBA                     | A-RPG            |
| The DRG Initiative  | TBA             | Slingshot Cartel      | Microsoft Windows       | Shooter, Multi   |
| Squadron 42         | TBA             | Cloud Imperium Games  | Microsoft Windows       | Shooter, Sandbox |
| Star Citizen        | TBA             | Cloud Imperium Games  | Microsoft Windows       | MMO, Space Sim   |